# Soulèvement de Norilsk
Le soulèvement de Norilsk est une révolte de prisonniers de Gorlag, un des camps spéciaux (URSS) de prisonniers politiques, tout près du complexe de Norilsk (Kraï de Krasnoïarsk), durant l'été 1953 après la mort de Staline, le 5 mars 1953.

## Caractéristiques
C'est un des trois soulèvements les plus importants dans l'histoire du Goulag avec le soulèvement de Vorkouta, à Retchlag, et en 1954, le Soulèvement de Kengir, à Steplag au Kazakhstan. Le soulèvement de Norilsk avait un caractère plutôt non-violent, si bien que le terme soulèvement doit être repris sous réserve. Il y était plus souvent question de grèves, de prises d'otages de personnel administratif, de refus d'obtempérer aux ordres. En tout cas dans le chef des détenus. Suivant les documents de l'administration pénitentiaire, du procureur et du tribunal les évènements débutèrent comme un « soulèvement antisoviétique contre-révolutionnaire armé », ce qui ne semble pas correspondre à la réalité ; et ensuite comme « un refus d'obéissance massive des prisonniers de l'administration pénitentiaire», ce qui semble plus proche de la réalité. Les archives concordent sur le fait que les meneurs étaient presque toujours des Ukrainiens de l'Ouest, des Polonais et des Baltes. Pour priver les autorités du prétexte d'un soulèvement antisoviétique, ils se choisissaient des soi-disant chefs « russes » qui faisaient même accrocher des slogans « pro-soviétiques ».

## Histoire

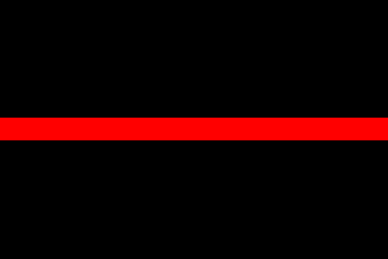
le drapeau des insurgés du Soulèvement de Gorlag.

C'est le plus long et le plus important soulèvement de prisonniers dans l'histoire du Goulag. Depuis le 26 mai jusqu'au 4 août, les troubles se développèrent dans chacun des six parties de Gorlag. À la fin du soulèvement de Gorlag, deux groupes venant du camp de travail l'ITL « Norillag » vinrent également en renfort. Suivant les données des archives le nombre de grévistes atteignit 16 378 personnes. Il est important de noter que la grève commença avant la séquestration de Lavrenti Beria, chef du NKVD à Moscou, mais sa répression coïncida avec la nouvelle de son arrestation. Cette arrestation suivit de quelques mois la mort de Staline. Elle se place dans le contexte de la lutte pour le pouvoir qui suivit la mort de Staline et vit finalement le succès de Nikita Khrouchtchev et Beria éliminé. La grève se poursuivit 3 semaines, si bien que la commission du Goulag, terrifiée par les risques d'anarchie, agissant au nom de Beria (chef du NKVD) et préoccupée par les décisions à prendre pour la répression de la grève et les revendications des prisonniers, retourna d'urgence dans la capitale. Le désarroi suscité par l'arrestation de Lavrenti Beria, candidat à la succession de Staline, à Moscou pendant la grève, conforta, dans le chef des prisonniers, l'idée que quelque chose changeait dans la capitale. Mais cela rendit les grévistes intransigeants dans leurs revendications. Par contre, dans le camp des gardes, la peur et le désarroi les incita à tuer des dizaines de prisonniers. Il ne faut pas négliger, dans l'origine de ces évènements, le fait que Norilsk se trouve au nord du cercle polaire arctique (c'est une des villes les plus septentrionales au monde) et que la période très courte de l'été provoque une modification considérable des conditions climatiques pendant 3 mois, propices à des changements de comportement de la population de camps. Vers la fin mai, la glace craque sur les rivières, les jours s'allongent, la nuit disparaît, la toundra est inondée de soleil et de la couleur des fleurs. Les détenus pensent aux évasions.

## Amnistie de Beria

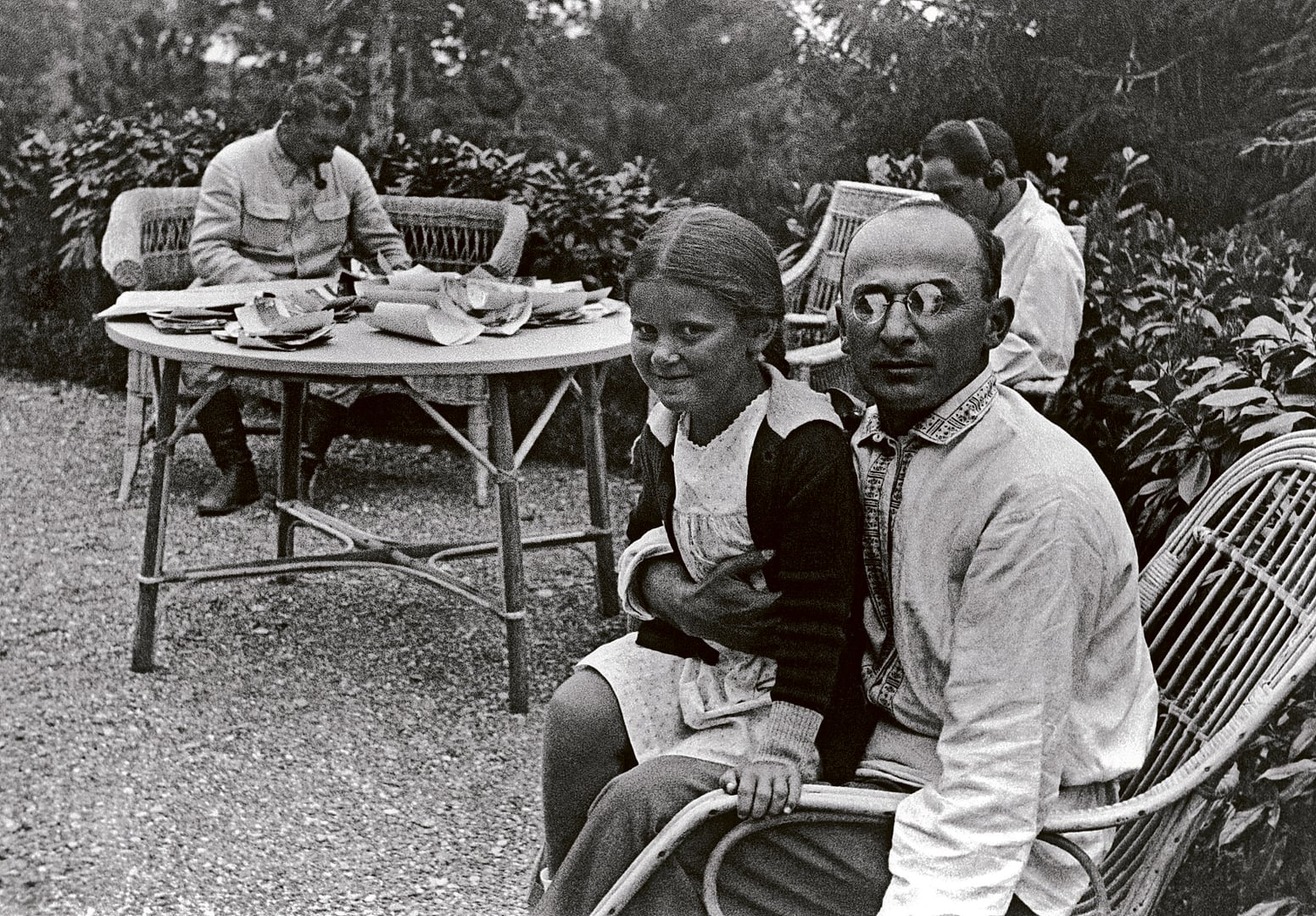
Béria dans la famille de Staline.

Les prémices du soulèvement furent l'arrivée à Gorlag de prisonniers, ayant déjà une expérience de la participation à l'agitation du camp, en fin 1952 en provenance de Karaganda, du camp de travail de Karlag mais encore la mort de Staline le (5 mars 1953). Et en ce qui concerne l'amnistie qui suivit cette mort, elle fut accordée par Beria aux prisonniers et aux criminels qui avaient encourus des courtes peines, ce qui était peu fréquent à Gorlag parmi les détenus politiques. Or la plus grande partie des prisonniers étaient des « politiques ». Gorlag était en effet un des Camps spéciaux (URSS). Une fois que les prisonniers comprirent que rien ne changerait dans leur statut malgré la mort de Staline et l'amnistie accordée par Beria à un grand nombre de prisonniers mais à peu de politiques, l'espoir abandonné laissa place à la colère. 
Certaines sources font remarquer que les troubles étaient suscités par l'administration du camp elle-même grâce à des provocateurs infiltrés afin de démasquer et isoler les activistes parmi les Zeks (abréviation de « zaklioutchoniï », détenus).

## Exigences des prisonniers
Comme l'administration du camp n'inspirait pas confiance aux prisonniers, ces derniers s'adressèrent directement à la commission à Moscou. Ils ne doutaient pas qu'elle viendrait. Ils décidèrent en attendant son arrivée de ne plus se présenter au travail et de préparer une liste de leurs revendications. Ils avançaient trois exigences économiques :
1. Diminution du temps de travail de 10—12 heures à 7—8 heures ;
2. Paiement en argent du travail effectué (la moitié sur un compte personnel et l'autre en main propre) ;
3. Amélioration des conditions de vie, assistance médicale, travaux d'éducation culturelle.

De plus, les prisonniers exigeaient encore la réalisation des exigences suivantes :
1. Révision des dossiers de prisonniers politiques (exigence de base) ;
2. Sanction en cas de condamnation arbitraire des prisonniers de la part des ministères de l'Intérieur et de la Sécurité ;
3. Suppression de l'obligation de porter un numéro matricule sur les vêtements ;
4. Enlever les barreaux des fenêtres et des portes des camps ;
5. Suppression de la limitation à deux lettres par an de correspondance avec la famille ;
6. Libération pour les invalides ;
7. Retour des « étrangers » dans leur patrie[10] ;
8. Adoucir les sanctions pour infractions aux règlements ;
9. Garanties de sécurité aux délégués des prisonniers menant les négociations avec la commission du Ministère de l'Intérieur (МВД).

Pratiquement toutes les catégories de prisonniers prirent part à la grève. Les plus actifs étaient les anciens soldats et les membres d'organisations nationalistes tels ceux d'Ukraine occidentale (partisans de Stepan Bandera), les Baltes et les Polonais. Les émeutiers créèrent des organes d'auto-gouvernance. Alors que les autorités du camp croyaient que la grève retomberait d'elle-même du fait que les détenus se livreraient au pillage au vol, aux viols des femmes, à l'anarchie. Or, bien qu'il ne faille pas idéaliser leur conduite non plus, c'est le contraire qui se produisit : les camps s'autogérèrent avec harmonie.
Le chef du comité des révoltés de la division du camp de Gorlag fut Boris Chamaev (ru).

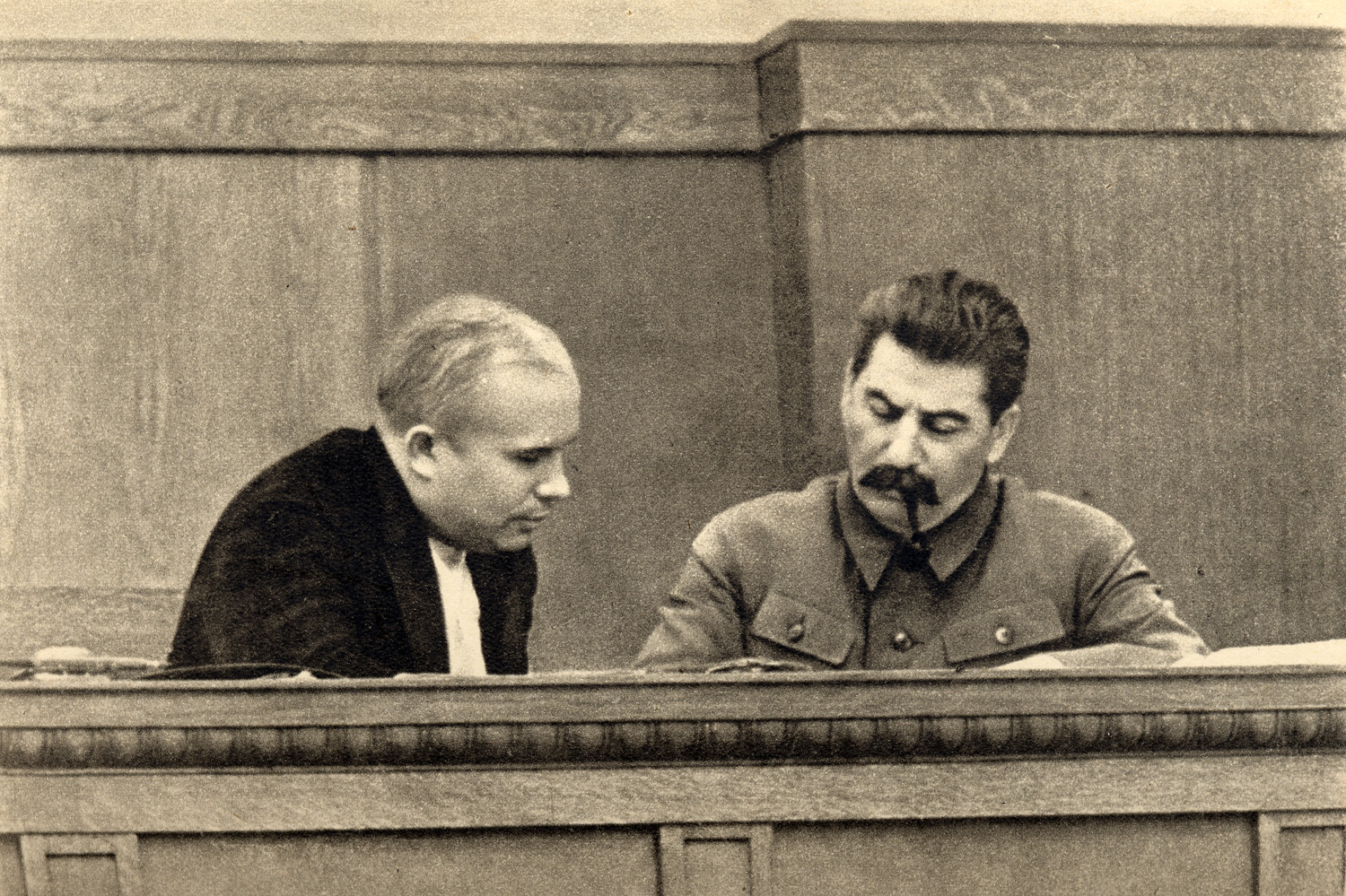
Kroutchtchev et Staline

## Conclusions
Selon les renseignements provenant du substitut du procureur de Norilsk (un certain Pavlovsky) ayant participé à l'enquête sur le soulèvement, le nombre de tués fut de 100 personnes et celui des blessés 200. Mais suivant d'autres sources, 200 personnes furent tuées et 400 blessées. Suivant le carnet du cimetière de Norilsk en 1953, en été, sur l'ensemble des tombes, il y en eut 150 anonymes. Ceux qui restèrent vivants, parmi les chefs du soulèvement et les activistes, furent jetés dans la prison centrale (Chtrafnoï izolatior) (isolateur disciplinaire) (ШИЗО), surnommée par les détenus : « combinat de la viande ». Les autorités commencèrent par examiner les revendications des prisonniers. Puis, sur décision très probable de Nikita Khrouchtchev lui-même, la liquidation des grèves fut décidée. La troupe entoura le camp en grève, les soldats arrêtèrent les meneurs et évacuèrent les autres prisonniers. Dans les camps des femmes, les prisonnières formèrent un cercle humain et hissèrent le drapeau noir au nom de leurs camarades assassinés. Ce n'est qu'après 5 heures que, munis de lances à eau, les soldats les délogèrent.
Mais tous les meneurs ne furent pas repérés, certains restèrent dans le camp en attendant l'amnistie. S'ils avaient perdu une bataille ils n'avaient pas perdu la guerre.

## Liens
- Хроника норильского восстания, Красноярское общество «Мемориал»
- Норильское восстание. Май — август 1953 года., Красноярское общество «Мемориал»
- Материалы по теме «Норильлаг», Красноярское общество «Мемориал»
- Лев Лурье о Борисе Шамаеве
- Годовщина восстания в Норильских лагерях — 2003-05-26 // Русская Служба «Голоса Америки»
- передача Норильское восстание 1953-го года из цикла «Человек имеет право» (Радио «Свобода», 23.09.2003)
- Норильское восстание 1953-го // «Историческая правда», 24.05.2013
- Норильское восстание как зеркало советской действительности // СтрайкUA, 24.05.2013
- Евгений Грицяк История Норильского восстания